# トロントのスポーツチーム一覧
トロントのスポーツチーム一覧。カナダ・オンタリオ州のトロントは数多くのプロ、セミプロ、大学チームのスポーツチームがある。

## プロチーム
- トロント・メープルリーフス （NHL）
- トロント・アルゴノーツ （CFL）
- トロント・ブルージェイズ （MLB）
- トロント・ラプターズ （NBA）
- トロントFC （MLS）
- トロント・アローズ （MLR）
- トロント・ロック （NLL）
- トロント・フューリーズ （CWHL）
- トロント・マーリーズ （アメリカン・ホッケー・リーグ）
- ヨーク9FC（カナディアン・プレミアリーグ(CPL)）

## セミプロチーム
- トロント・インフェルノ （USL Wリーグ）
- トロント・リンクス （USLプレミア・ディベロップメント・リーグ）
- トロント・ビーチズ （OLAジュニアAラクロスリーグ）
- トロント・メイプルリーフス (野球) （インターカウンティ・ベースボール・リーグ）
- トロント・エクストリーム （ラグビー・カナダ・スーパーリーグ）
- トロント・ナショナルズ （メジャーリーグ・ラクロス）

### オーストラリア式フットボール
- オンタリオ・オーストラリアン・フットボールリーグ
  - ブロードビュー・ホースク
  - セントラル・ブルース
  - エトビコ・カンガルー
  - レイクショア・ラベルズ
  - トロント・ダウンタウンディンゴズ
  - トロント・イーグルズ

## 大学チーム
- ライアソン・ラムズ （ライアソン大学）
- バーシティ・ブルーズ （トロント大学）
- ヨーク・ライオンズ （ヨーク大学）